# Pijpenlegger

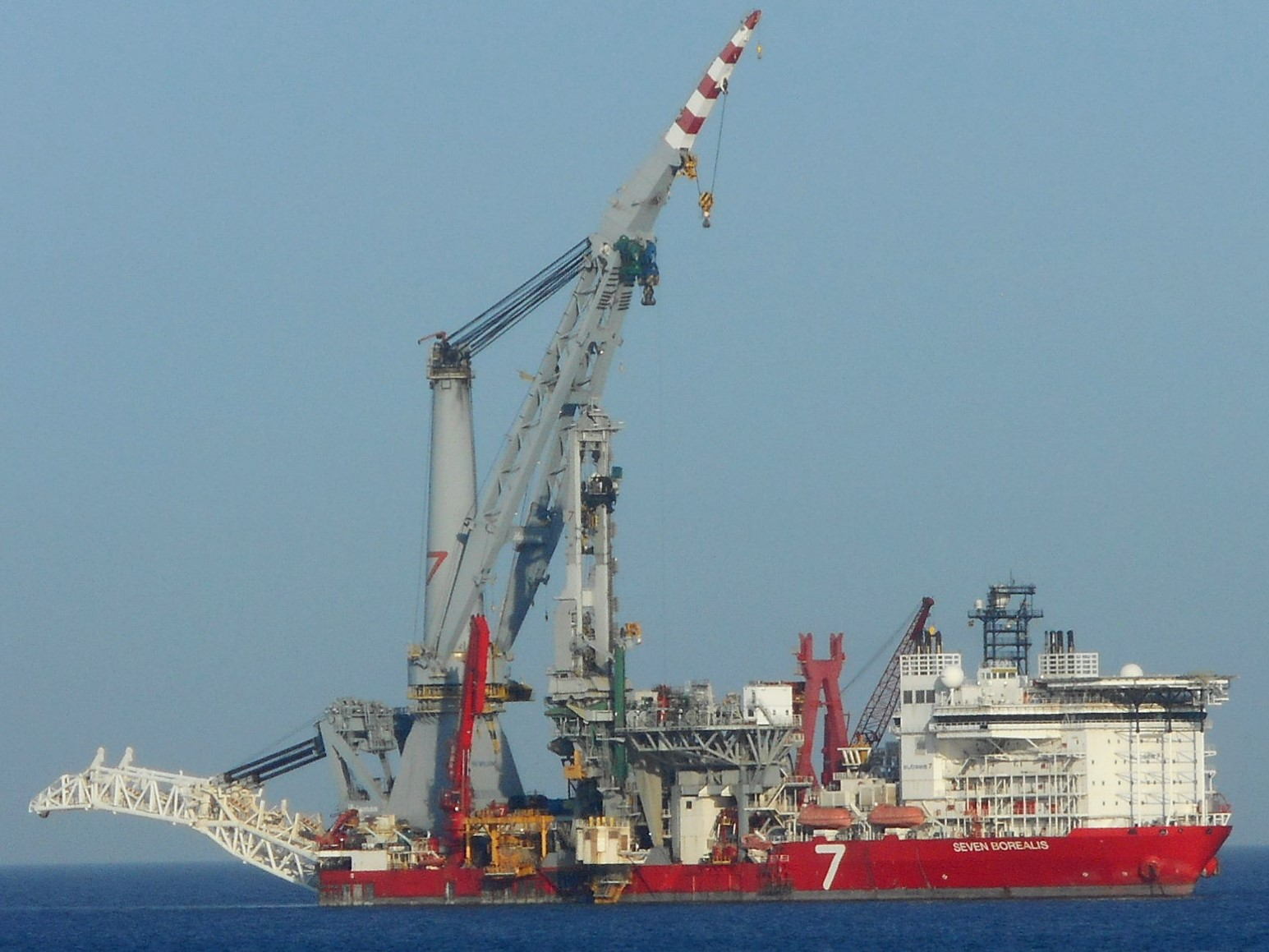
De Seven Borealis met de stinger omhoog

Een pijpenlegger of pijplegschip is een vaartuig dat wordt gebruikt om onderzeese pijpleidingen aan te leggen. De meeste onderzeese pijpleidingen worden gelegd door speciaal daartoe bestemde schepen. Een veel gebruikte methode is het segment voor segment aan elkaar lassen van de pijpleiding aan boord. Het schip beweegt voorwaarts, terwijl de leiding achteraan het schip in de zee verdwijnt.

## Methoden

Schematische tekeningen van de drie meest gebruikte methoden om pijplijnen op zee leggen: S-lay, J-lay and reel

Drie sleepmethodes

Voor het leggen van pijplijnen op zee zijn drie mogelijkheden afhankelijk van de diepte waar de pijp komt te liggen en de stijfheid van het materiaal waarvan de pijp is gemaakt.
- S-lay: bij de S-lay methode komt de pijpleiding horizontaal uit het schip. Eenmaal uit het schip wordt de leiding ondersteund door een stinger, die ervoor zal zorgen dat de pijpleiding niet knikt wanneer ze naar de bodem afzinkt
- J-lay: bij de J-lay-methode wordt de pijp verticaal geconstrueerd en verlaat ook zo het schip. De pijplijn buigt alleen als de pijplijn de bodem bereikt
- reel-lay: Bij reel-lay wordt de pijp aan de wal op een grote spoel gerold en eenmaal op zee weer afgerold. Het materiaal waarvan de pijplijn is gemaakt moet flexibel zijn zodat de pijplijn kan worden opgerold. Tijdens de Tweede Wereldoorlog werd dit principe toegepast bij de aanleg van de PLUTO-pijplijn onder het Kanaal
- slepen: pijpleidingen worden ook wel aan de wal gefabriceerd en daarna in lange secties naar locatie gesleept. Dit kan aan de oppervlakte gebeuren (surface tow) waarbij de pijpleiding met het eigen drijfvermogen en drijflichamen boven water blijft en op locatie aan de al gelegde pijpleiding wordt verbonden en afgezonken. Bij slepen onder water (mid-depth tow) wordt de pijpleiding door de waterkolom gesleept waarbij het op die diepte blijft door de vaart door het water. Bij off-bottom tow of catenary tow wordt de pijpleiding net boven de zeebodem gesleept, waarbij de diepte met kettingen en drijflichamen geregeld kan worden. In ondiep water worden pijpleidingen ook wel over de bodem gesleept (bottom tow).

## Indeling

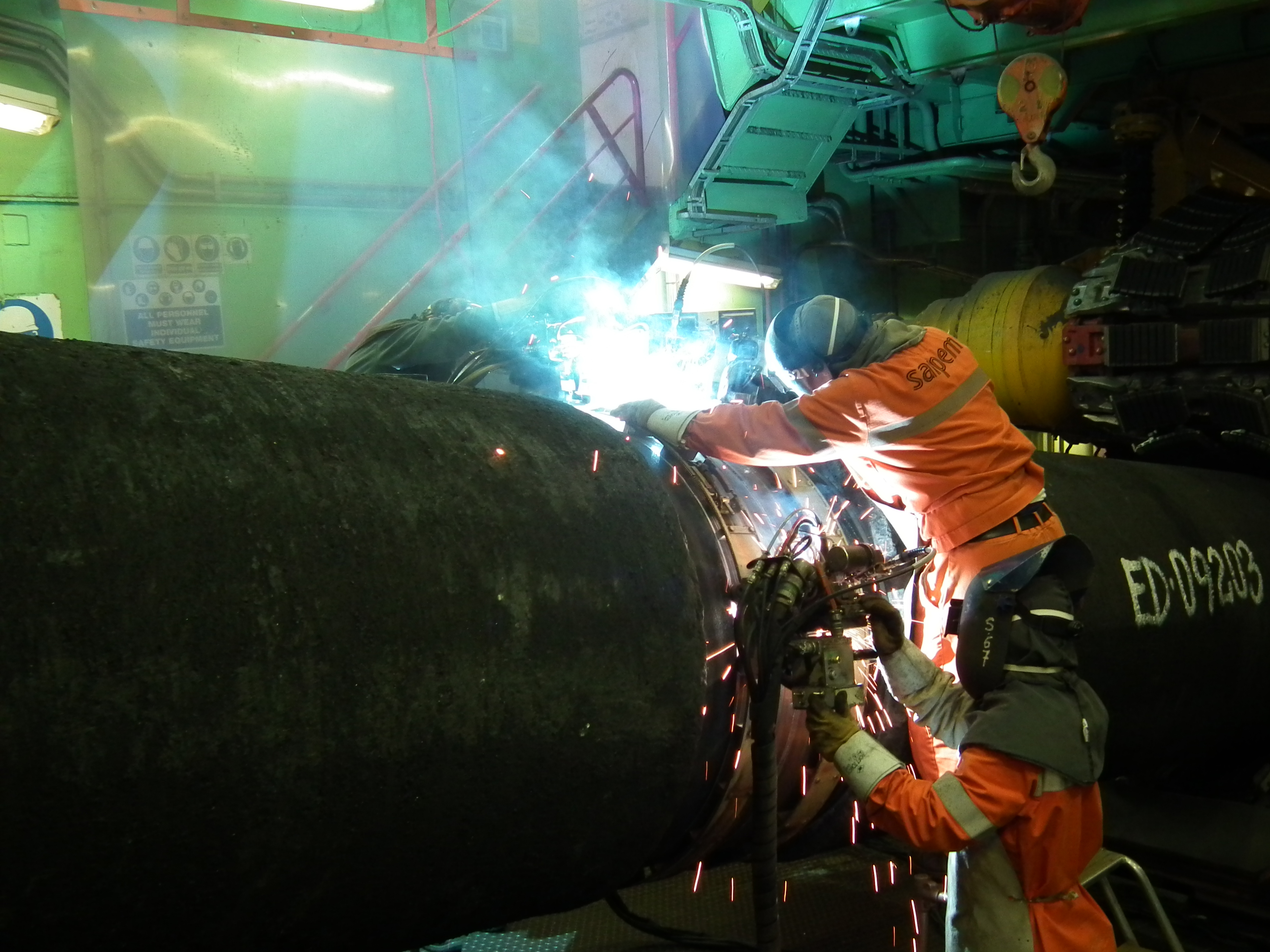
Lasstation op de Castoro Sei tijdens het leggen van Nord Stream

Een pijpenlegger beschikt veelal over opslagruimte waar pijpsecties (joints) opgeslagen worden. Daarnaast beschikt het over kranen om suppliers of pontons te lossen die de secties aanvoeren. Deze kunnen afmeren langs het schip of op DP liggen. Dit betreft meestal enkele secties, soms dubbele.
De secties worden daarna ingebracht in de assemblagelijn. Hierin wordt eerst de laskant voorbewerkt, wat kan bestaan uit het schoonmaken van de laskant of het aanbrengen van een lasnaad, een afschuining (bevel) waardoor de las sterker kan worden. Dit gebeurt met een speciale freesmachine, een pijpfrees (pipe beveling machine en pipe facing machine). Hierna volgen de lasstations waarin de secties opgelijnd worden met een interne uitlijnklem (internal lineup clamp) en aan elkaar gelast met lasautomaten. In een lasstation kan de volledige las gelegd worden, maar dit wordt ook wel opgedeeld, waarbij in het eerste station de grondpas (root pass) wordt gelegd en in de stations daarna de vulpassen en de sluitlaag. Hierna wordt de las gecontroleerd op lasfouten.
De volgende stap is het aanbrengen van de coating. Deze kan een beschermingslaag zijn, maar er wordt daarbij ook wel gebruikgemaakt van cement om te voorkomen dat de pijpleiding te veel drijfvermogen heeft. Ook wordt wel een isolatielaag aangebracht, vooral bij flowlines van een boorput naar het productieplatform bij aardolie met een hoog vloeipunt.
Bij grote pijpenleggers worden zo wel van enkele secties dubbele secties gemaakt, die vervolgens in de centrale lijn ingebracht worden en aan de al gelegde pijpleiding worden gelast. Deze pijpleiding wordt met spanrollen (tensioners) vastgehouden en gaat daarna via een stinger die de pijpleiding ondersteunt overboord.
Elke keer als een sectie voltooid is, maakt de pijpenlegger een stap van die sectielengte (een pull). Dit kan op ankers gebeuren of op DP. Dit wordt gedaan vanaf de brug of controlekamer. Hier bevindt zich ook survey die controleert of de positie van de pijpleiding op de zeebodem niet afwijkt van het gewenst pad. Hiertoe kan gebruik worden gemaakt van ROV die de touchdown van de pijpleiding volgen.
Het deel van de pijpleiding dat afhangt van het productieplatform wordt wel riser genoemd en deze eindigt met een speciale afsluiter. Op de zeebodem eindigt het ook met een speciale afsluiter dat veelal een mudmat frame heeft om te voorkomen dat het wegzakt in de zeebodem. Deze pipeline end terminations (PLET's) worden met de pijpleiding neergelegd met een grote lier, de abandonment and recovery winch (A&R winch). Als de pijpleiding tussentijds wordt neergelegd, wordt er een speciale sectie aan de pijpleiding gelast (A&R head).

## Ondersteunende schepen
Naast de pijpenlegger zelf zijn er de suppliers die de pijpsecties aanleveren. Indien nodig wordt de pijpleiding daarna begraven door speciale sleuvengravers of bedekt met rotsen door een stenenstorter of een valpijpschip. Ook zijn er ondersteuningsvaartuigen (offshore support vessels, OSVs) met ROV's die survey van de pijpleiding kunnen doen, of zaken als manifolds plaatsen en boeien aanbrengen. Soms zijn duikwerkzaamheden nodig, hoewel dit met moderne ROV's steeds minder nodig is.

## Geschiedenis

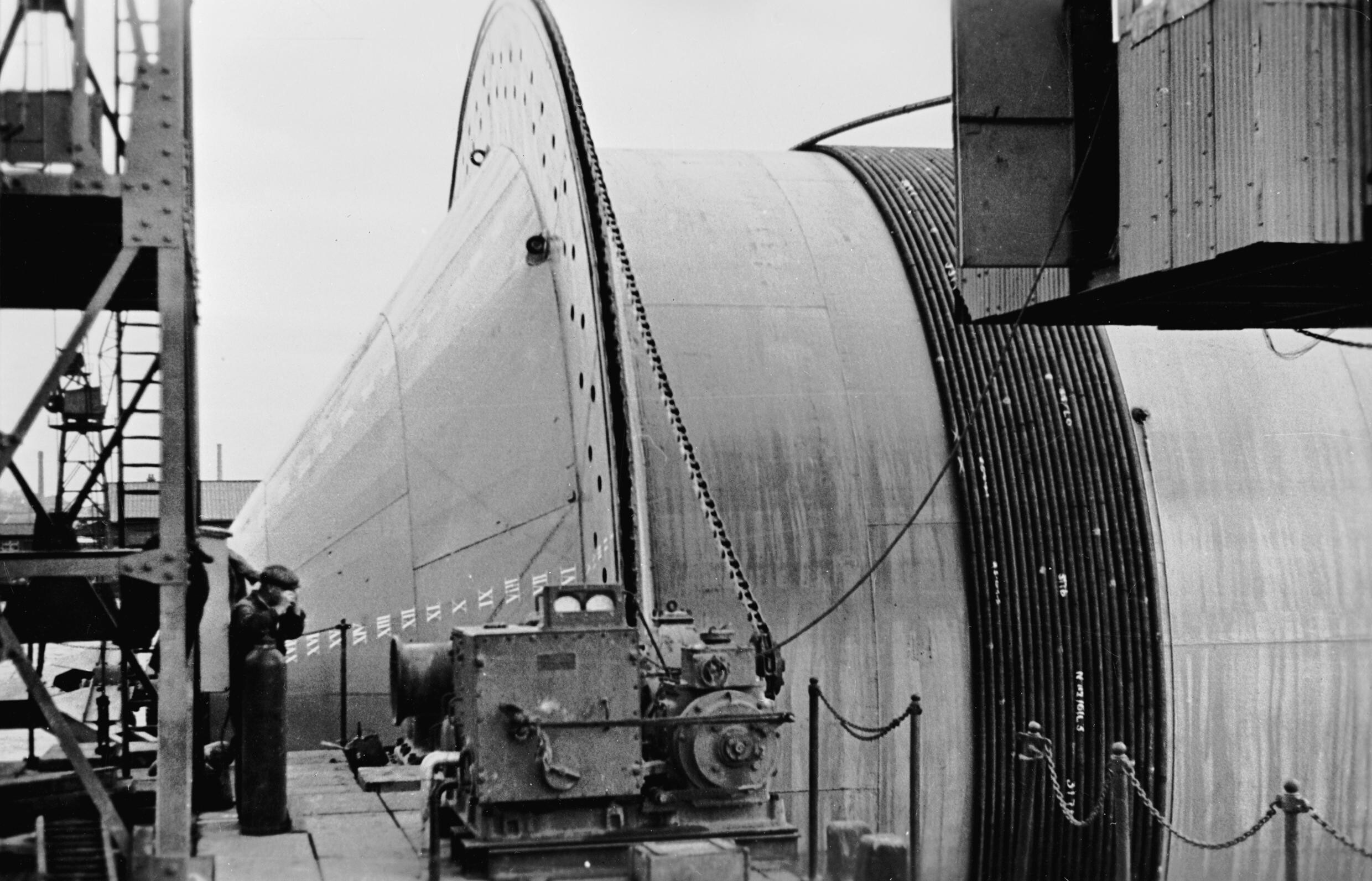
Pijpleiding wordt op de conundrum gespoeld tijdens Operatie Pluto

Operatie Pluto was een project waarbij in 1944 tijdens de Tweede Wereldoorlog een pijpleiding werd gelegd onder het Kanaal ter ondersteuning van Operatie Overlord, de invasie van Normandië. De codenaam was een afkorting voor Pipe–line Under the Ocean. Hierbij werd een flexibele pijpleiding gespoeld op een grote trommel, conundrum genoemd. De drijvende conundrums werd daarna het Kanaal overgesleept en afgerold. Zodra een conundrum leeg was, werd de pijpleiding verbonden aan die op de volgende.
Na de oorlog ontwikkelde de offshore zich in de Golf van Mexico. Het leggen van pijpleidingen op zee was op dat moment de grote uitdaging zoals het tijdschrift World Oil in 1957 stelde:
The major problem confronting production men offshore is not well equipment or workovers. The big question is “where will we put it after we get it?”
Deels werd de productie opgeslagen bij het productieplatform zelf en daarna met pontons afgevoerd. Dit was echter een omslachtig en duur proces:
The ultimate answer is pipelines if and when production warrants it
Pijpleidingen waren noodzakelijk en werden aanvankelijk gelegd door ze aan de wal aan elkaar te lassen en dan met drijvers naar locatie te slepen en af te zinken. Pijpleidingen en het materieel raakten regelmatig beschadigd of bezweken (buckling) terwijl het afgezonken werd.
Om de pijpleiding geleidelijker te water te laten, rustte Brown & Root het kraanponton Herman B in 1954 uit met een licht gebogen baan aan de zijkant (side ramp) waar de pijpleidingen aan elkaar gelast konden worden. Aanvankelijk werden zo secties van 9 meter (30 voet) aan elkaar gelast, maar dit werd later uitgebreid tot een assemblagelijn van vier stations waarin werd voorbewerkt, gelast, verzwaard en gelegd. Het werd ook uitgerust met een achtpuntsankersysteem. Voor de CATC-groep (Continental, Atlantic Refining, Tidewater Oil en Cities Service) legde deze een gasleiding aan van het West Cameron-veld naar de kust van Cameron Parish. Hoewel de Herman B geen accommodatie had, wat de lengte van de werkdag beperkte, werd er toch gemiddeld 750 meter pijp per dag gelegd. Ook de L.T. Bolin werd zo door Brown & Root omgebouwd tot pijpenlegger en voltooide met de Herman B in 1955 het Eugene Island Fields Flowline System.

### Eerste generatie

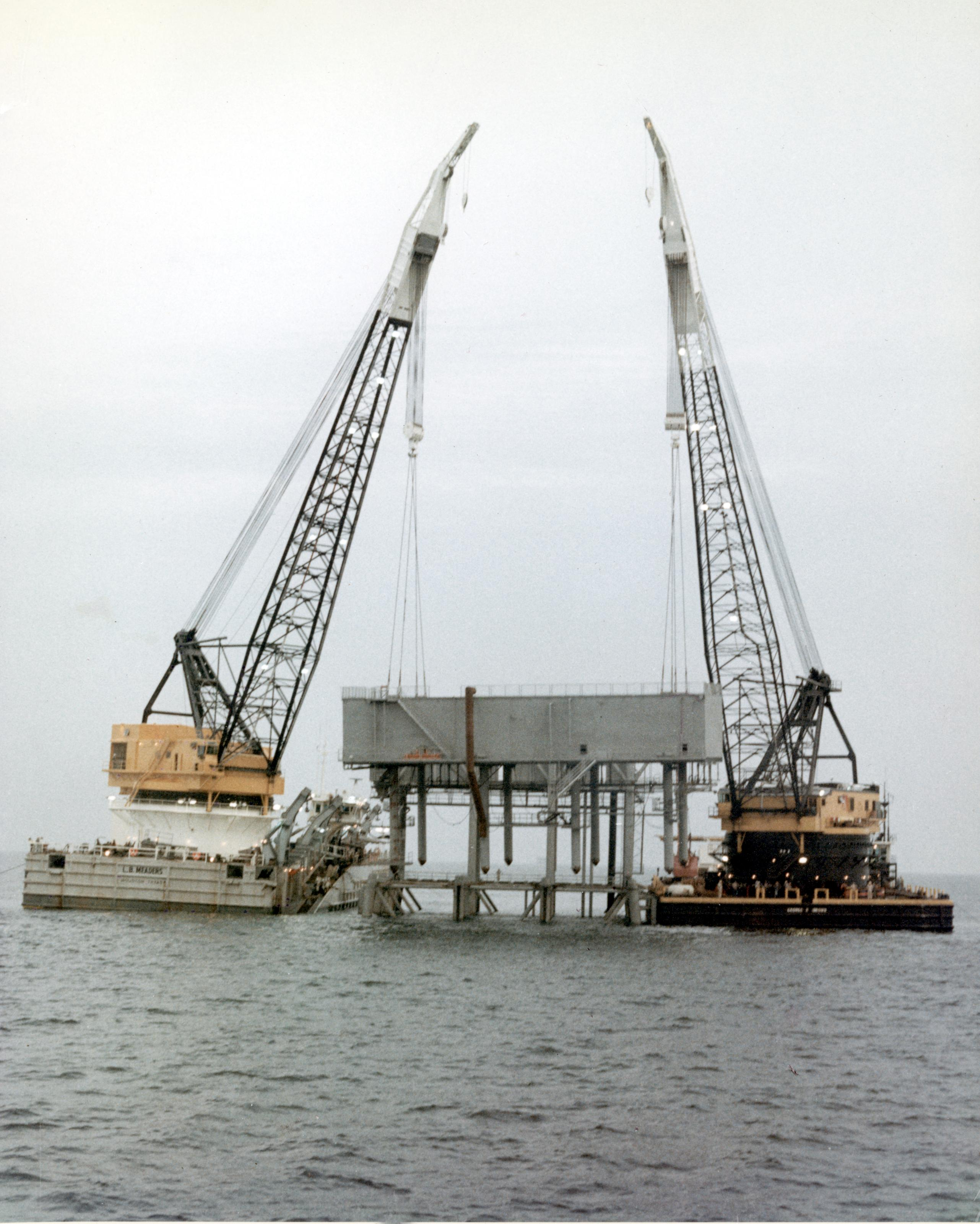
L.B. Meaders en George R. Brown tijdens een tandemhijs, ca. 1967. Aan stuurboord van de L.B. Meaders is de helling met pijpenleginstallatie te zien

In 1957 werd de M-211 (BAR 211) als eerste uitgerust met een stinger, een deels drijvende constructie die als externe helling fungeert om de pijpleiding te ondersteunen en zo de buigbelasting te verminderen. De M-140 en Sample No. 2 volgden. In 1958 werd met de L.E. Minor (BAR 207) de eerste nieuwbouwpijpenlegger in de vaart genomen waarmee grotere waterdieptes binnen bereik kwamen. Naast Brown & Root liet ook McDermott pijpenleggers bouwen en buiten de Verenigde Staten liet het Franse ETPM in 1965 de E.T.P.M. 501 bouwen, een gecombineerde pijpenlegger en kraanponton, zich daarbij baserend op de bakken van Brown & Root.
In 1956 was in Algerije het enorme Hassi R'Mel-gasveld ontdekt en daar wilde Gaz de France een gaspijpleiding voor aanleggen van Mostaganem in Algerije naar Cartagena in Spanje. Hiertoe werd de Salvor van Dumez in 1961 uitgerust met Schottel-roerpropellers, een pijpenschroefinstallatie en een grote lier. Met de bestaande voortststuwing en de Schottels kon het schip handmatig op positie gehouden worden, een voorloper van een dynamisch positioneringssysteem (DP-systeem). Pijpleidingen werden aan de wal in delen gefabriceerd en daarna naar de Salvor gesleept die ze aan elkaar schroefde. Het 200 km lange traject bevatte waterdieptes tot 2700 meter en om deze waterdiepte te overbruggen en te voorkomen dat de pijp bezweek, werd gebruik gemaakt van 'ademende' boeien, drijvers met een met de waterdiepte variërend drijfvermogen waarmee de pijp ondersteund moest worden. Het project had echter te maken met de nodige tegenslagen en slecht weer, zodat het in 1963 stopgezet.
In 1962 liet Aquatic Contractors & Engineers van Pat Tesson het landingsschip voor tanks LST-270 ombouwen tot het ponton U-303 met een horizontaal reel lay-pijpenlegsysteem, een methode vergelijkbaar met Operatie Pluto. In plaats van de conventionele methode waarbij pijpsecties aan boord aan elkaar werden gelast, werd hier de pijpleiding aan de wal gelast en opgespoeld op een grote haspel die daarna op zee weer werd afgespoeld. Zo werd op 1 september 1962 voor Standard Oil Company of Texas de eerste pijpleiding in de Golf van Mexico gelegd volgens deze methode. In 1968 werd Aquatic overgenomen door Fluor Ocean Services en werd het reel-concept daarna gebruikt bij de Fluor R.B. 2.

### Tweede generatie
In de toenemende waterdieptes van meer dan honderd meter werden de tot dan toe gebruikte rechte stingers onpraktisch lang. Daarop werd een systeem ontwikkeld waarbij aan de pijpleiding getrokken werd. Daarvoor moest de pijpleiding ook al tegengehouden worden om niet vroegtijdig in het water getrokken te worden. Door echter extra horizontale spankracht te leveren met een catenary system of kettinglijnsysteem, kan de verticale kracht van het pijpgewicht ten dele opgevangen worden en kan de stinger korter worden. Dit werd bereikt met spanrollen (tensioners), een serie van banden die de pijpleiding met wrijvingskracht vasthouden. In 1965 werd dit voor het eerst toegepast door Brown & Root voor Shell bij het Marlin System in West Delta en daarna voor Southern Natural Gas. De volgende stap was een articulated stinger, een scharnierende helling naar een octrooi van Shell.
Halverwege de jaren 1960 werden de eerste velden op de Noordzee ontdekt. De weersomstandigheden hier waren aanmerkelijk zwaarder dan in de Golf van Mexico, waarop Brown & Root in 1966 de Hugh W. Gordon (BAR 264) liet bouwen, de grootste pijpenlegger tot dan toe. Deze legde dat jaar de eerste pijpleiding in de Noordzee, van het West Sole-veld naar de Engelse kust.
Saipem gebruikte in 1966 de bodemsectie van de T2-tanker World Tempest om de Castoro te bouwen. Bij dit eigen ontwerp bevond de pijpenstraat zich midscheeps. McDermott liet in 1969 de McDermott Lay Barge No. 22 bouwen, de eerste nieuwe pijpenlegger met de pijpenstraat midscheeps. Dat jaar introduceerde Santa Fe ook de Choctaw I. Dit was de eerste halfafzinkbare pijpenlegger (semi). Het bestaat uit twee pontons met daarop tweemaal vier kolommen en daarop het werkdek. Het halfafzinkbare ontwerp houdt in dat het schip zodanig geballast kan worden dat de pontons onder water liggen, wat het effect van deining en zeegang vermindert, terwijl de breedte voldoende stabiliteit moet genereren. Dit concept werd al toegepast in de zeeboring, waar Santa Fe al ervaring had met onder meer de Santa Fe Mariner 1 waar de Choctaw I op gebaseerd was. De breedte was beperkt omdat het nog het Panamakanaal moest kunnen passeren, maar dit had nadelige gevolgen voor de stabiliteit, zodat het als kraanschip weinig succesvol was. Als pijpenlegger was het concept wel succesvol, zodat er de nodige schepen op gebaseerd werden van de volgende generatie. In 1974 werd de Choctaw II opgeleverd. Het was de eerste pijpenlegger met drie spanrollen (tensioners). Waar de Choctaw I de pijpenlegstraat nog aan stuurboord had, was deze bij de Choctaw II net als bij de McDermott Lay Barge No. 22 midscheeps gesitueerd.
Voor het Viking Transportation System, de pijpleiding van het Viking-veld van Conoco naar de Viking Gas Terminal bij Mablethorpe, werd in 1971 aan boord van de L.B. Meaders voor het eerst gebruik gemaakt van semi-automatisch lassen, wat een hogere snelheid en constantere kwaliteit betekende.

### Derde generatie

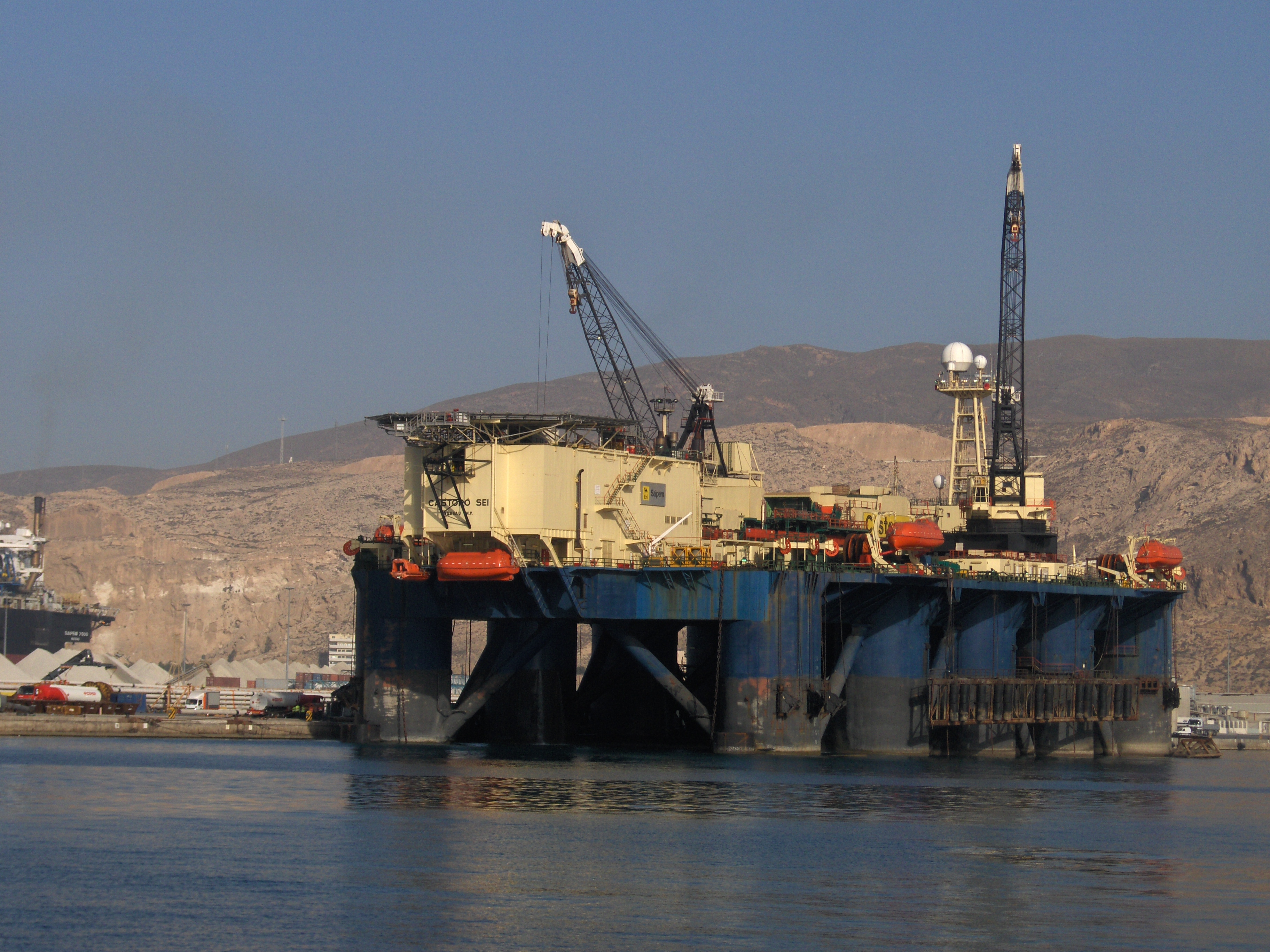
De Castoro Sei

De Viking Piper werd in 1975 opgeleverd en beschikte over een stinger of glijgoot die ondersteund werd door de romp. Met deze doorontwikkeling van de stinger van de Suleyman Vezirov naar ontwerp van RJBA was het niet nodig om deze te laten zakken tijdens slecht weer. Hoewel overwogen werd hier een DP-systeem te plaatsen, werd hier uiteindelijk van afgezien. Om de pijp onder spanning te houden, kon een horizontale kracht van rond de honderd ton vereist zijn, wat een behoorlijk vermogen en daarmee brandstofverbruik vereiste. Daarnaast zou bij het falen van het DP-systeem en het resulterende verlies van positie de pijp kunnen bezwijken.
Daarna werden nog twee semi's opgeleverd, de Semac I in 1976 en de Castoro Sei in 1978. Hier bleef het echter bij. De derde generatie omvatte ook pijpenleggers met een conventionele scheepsvorm, waaronder de zusterschepen E.T.P.M. 1601 uit 1974 en Sea Troll uit 1976.
Naast de semi's en conventionele scheepsvormen, bleef ook de pontonvorm gebouwd worden in de derde generatie. In 1974 had Brown & Root met Oceanic Contractors (McDermott) en Sedco als het consortium Bos Company een opdracht gegeven aan de RDM voor de bouw van een dergelijke halfafzinkbare pijpenlegger. De kosten van dit type pijpenlegger lagen echter wel aanmerkelijk hoger, zodat het consortium ontbonden werd voordat de BOS I gebouwd was en Brown & Root alleen doorging. Het liet het ponton BAR 347 bouwen, wat met een pijpencapaciteit van zo'n 20.000 ton de grootste pijpenlegger van die tijd was, wat het ponton de naam superbarge gaf. Het ontwerp voorzag in pijpleidingen tot 36 inch (0,91 m) tot een waterdiepte van ruim 300 meter. Hoewel ontworpen voor de Noordzee, vertrok het na oplevering richting de Golf van Mexico, aangezien het door de semi's nog weinig competitief was op de Noordzee.
Hoewel een ponton met een side ramp wist de Castoro V van Saipem in 1974 met de grens van 1000 voet te doorbreken. In de Straat van Messina werd pijp gelegd op 360 meter waterdiepte, een test voor de Transmed tussen Algerije en Italië, nadat de poging tussen Algerije en Spanje met de Salvor tien jaar eerder mislukt was. In 1976 legde het in de Straat van Sicilië pijp in 560 meter waterdiepte. De in 1978 opgeleverde Castoro Sei was speciaal voor deze pijpleiding in diep water gebouwd en uitgerust met een door roerpropellers ondersteund meersysteem, een vroeg soort DP-systeem. In 1979 verbrak dit schip voor het eerst de 2000-voetgrens.
Op het Meer van Geneve legde Quille, onderdeel van Bouygues, een pijpleiding op 1100 voet waterdiepte door deze aan de oppervlakte aan te slepen. Dit was onderdeel van de Transitgas-pijpleiding die aansloot op de TENP-leiding, zo Italië aansluitend op het Noordzeegas.
In 1975 verbrak de Chickasaw van Santa Fe, voorheen de Fluor R.B. 2, als eerste reelschip de 1000-voetgrens. Deze test voor negen olie- en pijpleidingbedrijven werd 35 zeemijl uit de kust bij de Mississippi Southpass uitgevoerd.

### Dynamisch positioneringssysteem

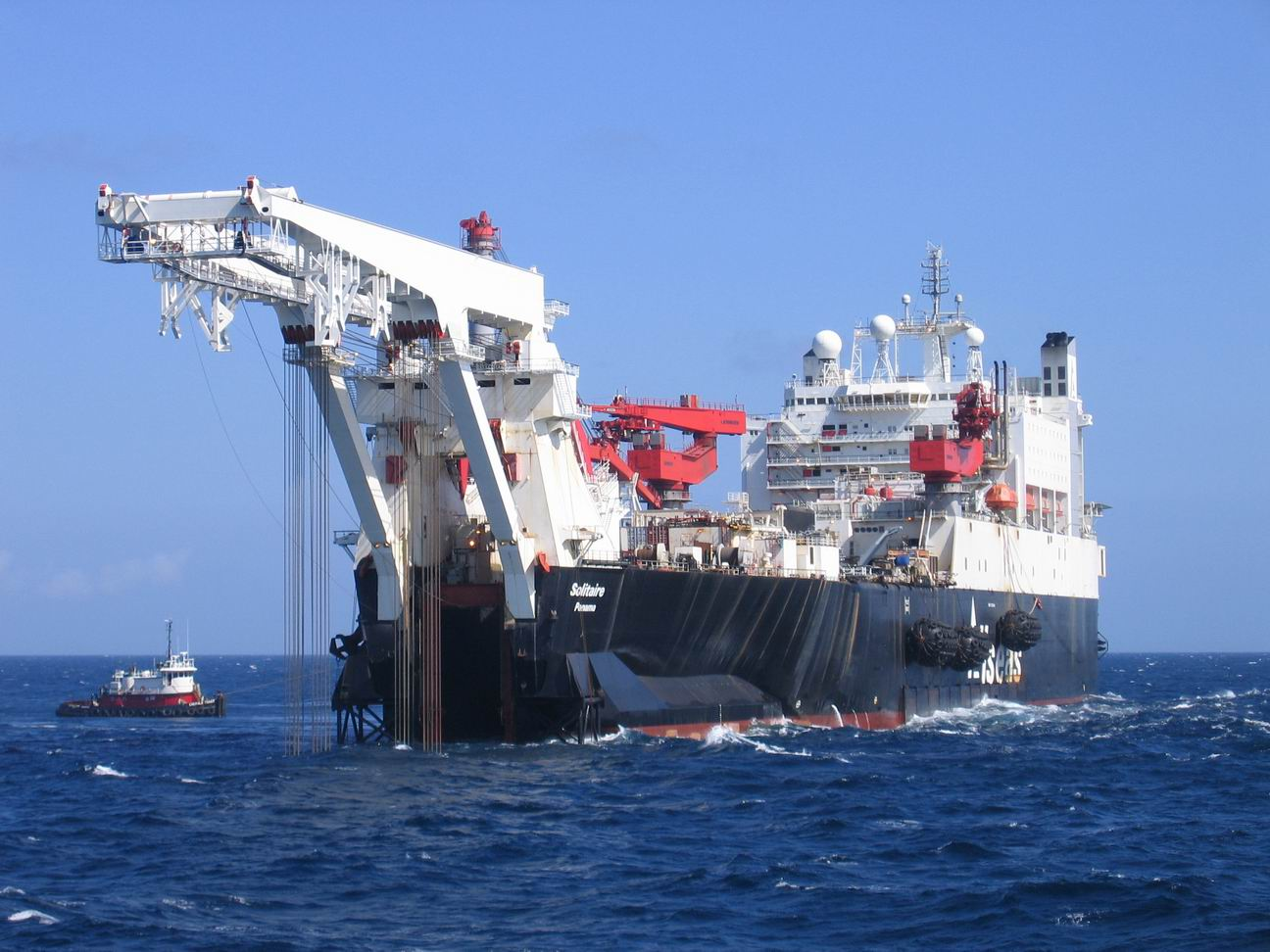
De Solitaire van Allseas met de stinger onder water

Hoewel een DP-systeem de nodige nadelen had, was ankeren ook bewerkelijk, doordat ankerbehandelingssleepboten (AHT's) continue de ankers moesten verzetten, wat problematisch kon zijn in de buurt van andere pijpleidingen of platforms. Er werden al systemen gebruikt om het ankersysteem te ondersteunen, wat vooral op dieper water nodig werd. Met de vooruitgang van de techniek kwam pijpenleggen op DP binnen bereik en in 1979 was het reel-schip Apache van Santa Fe de eerste pijpenlegger op DP. In 1986 volgde de Lorelay van Allseas als eerste S-lay-pijpenlegger. Het bleek een succesvol concept en in 1998 werd de Solitaire hier ook met uitgerust. Dit was de grootste pijpenlegger tot de oplevering van de Pioneering Spirit in 2014. Hoewel sindsdien veel meer pijpenleggers sindsdien uit zijn gerust met een DP-systeem, blijft ook het ankersysteem veelvuldig gebruikt, vooral op ondieper water.

### J-lay
Op grotere diepte treedt er minder buigspanning op in de pijpleiding als deze vrijwel verticaal naar beneden gaat en pas op het laatst richting horizontaal wordt gebogen. Shell ontwikkelde dit idee al in de jaren 1960. In hun Deepwater Pipeline Feasibility Study van 1974-79 kwam Shell tot de conclusie dat het mogelijk was om pijpleidingen van 12 tot 30 duim te leggen in waterdieptes tot zo'n 3000 voet (900 m) met bestaande technieken, maar dat voor grotere dieptes gebruik gemaakt zou moeten worden van reel-lay voor kleinere diameters, J-lay voor grotere diameters en mogelijk ook het slepen van pijpleidingen. In dezelfde studie werden plannen ontwikkeld om met boorplatforms pijpen te leggen. Deze zijn al uitgerust om de boorstang in elkaar te schroeven, hierbij zou dat een pijpleiding zijn. Langner en Ayers stelden:
The J-Lay technique utilizing a converted dynamically positioned drilling ship or semisubmersible, or a purpose-built J-Lay vessel, has the greatest potential for extending offshore pipelines into extreme depths, say greater than 6000 ft (1830 m).
In 1990 voerde Sedco Forex met Shell een studie uit om pijp te leggen vanaf een met een DP-systeem uitgeruste semi uit de Sedco 700-serie.
Ook Sonat onderzocht de mogelijkheden met hun Discoverer 534 en Discoverer Seven Seas. Ook deze plannen zijn echter nooit gerealiseerd. Ook Sedco
De methode werd voor het eerst toegepast in 1991-92 toen de Balder van Heerema zo pijp legde voor het Maui-veld in Nieuw-Zeeland. De waterdiepte was hier 110 meter en dit was hier dan ook niet de overweging. Op deze manier kon de pijp gelegd worden door de Balder die daar toch al was voor de installatie van het Maui-B-platform en hoefde er geen pijpenlegger gemobiliseerd te worden naar dit voor offshore-begrippen afgelegen gebied. De speciaal hiervoor gebouwde toren werd daarna echter nooit meer gebruikt.
In 1993 legde de McDermott Derrick Barge No. 50 op deze manier de pijpleiding voor het Auger-veld in een waterdiepte van 870 meter.

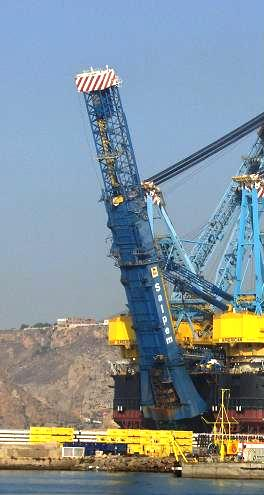
De toren van de Saipem 7000

In 2000 werd een grote J-lay-toren geplaatst op de Saipem 7000, dat daarna Blue Stream legde in de Zwarte Zee op waterdieptes tot 2150 meter, het toenmalige record. Het heeft daarna nog enkele pijpenlegprojecten gehad, maar meestal is de achterop tussen de kranen geplaatste toren verwijderd en voert het schip installatie- en hijswerk uit.

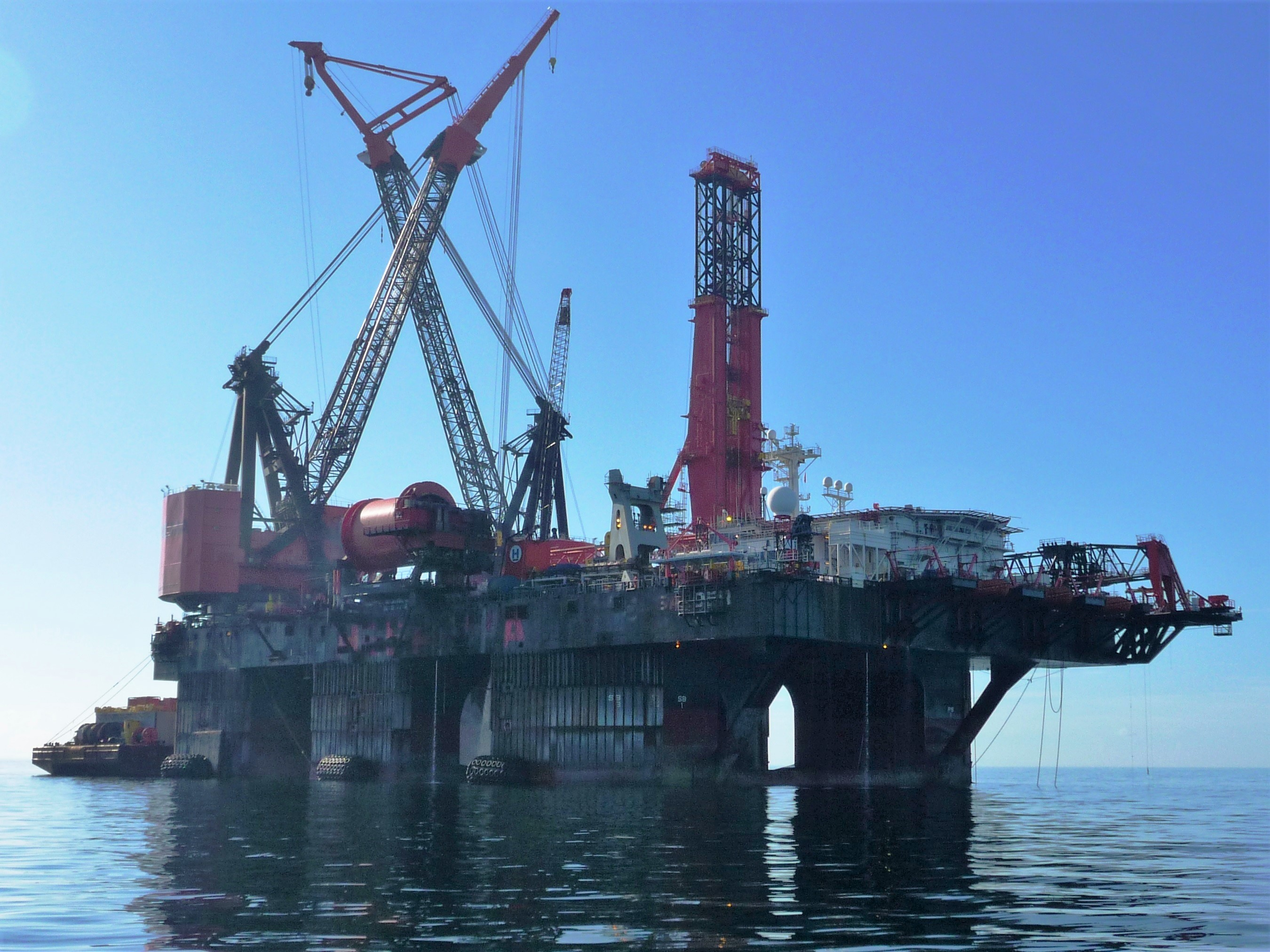
De Balder met J-lay pijplegsysteem (hoge toren rechts op schip) bij Trinidad

In 2002 werd een nieuwe grote J-lay-toren op de Balder geplaatst waarmee allereerst de Mardi Gras-exportpijpleidingen werden gelegd op waterdieptes tot meer dan 2200 meter. In 2008 werden voor Perdido pijpleidingen gelegd in waterdieptes tot 2980 meter. De Deep Blue evenaarde dit overigens bijna op ditzelfde project met reel-lay.
Er zijn sindsdien meerdere schepen gebouwd met een J-lay-installatie. S-lay heeft zich echter ondertussen ook verder ontwikkeld en heeft vrijwel vergelijkbare dieptes bereikt. Hoewel de pijpleiding hierbij grotere buigspanningen ondervindt, kan bij horizontaal pijpenleggen een hogere snelheid worden bereikt, aangezien hier meerdere lasstations achter elkaar geplaatst kunnen worden. Het aanbrengen van speciale constructies in de pijpleiding is hier wel bewerkelijker.